# Tito Okello
Tito Lutwa Okello (né en 1914 dans le district de Kitgum et mort le 3 juin 1996 à Kampala) est un militaire et homme politique ougandais. Il accède à la fonction de président de l'Ouganda en juillet 1985 au moyen d'un coup d'État, avant d'être lui-même délogé de la même façon en janvier 1986. D'importants troubles politiques, sociaux et économiques caractérisent sa courte présidence. 

## Biographie

### Premières années
D'ethnie Acholi, Tito Okello est né vers 1914 à Nam Okora, dans le district de Kitgum. 
Il rejoint les King's African Rifles en 1940 et sert dans la campagne d'Afrique de l'Est de la Seconde Guerre mondiale. En 1957, il combat également les Mau Mau au Kenya, aux côtés des colons britanniques, dans ce qui sera appelé la révolte des Mau Mau. 
Okello rejoint plus tard l'armée ougandaise où il occupe plusieurs fonctions militaires, il atteint le grade de lieutenant en 1962 et celui de colonel en 1968. Il s'enfuit du pays vers la Tanzanie lorsque Idi Amin Dada renverse le pouvoir de Milton Obote en 1971. 

### Participation au renversement du régime d'Imin Dada
Fervent collaborateur de Milton Obote, Okello participe en 1972 à l'invasion de l'Ouganda, qui fait suite au coup d'État de 1971 mené par Idi Amin Dada et cherche à rétablir le pouvoir du président Obote. Cette invasion n'ayant pas permis le renversement du régime, Okello demeure malgré tout impliqué dans le Front de libération nationale de l'Ouganda (UNLF), groupe politique hétéroclite établi en Tanzanie et composé d'opposants au régime d'Amin Dada. 
Lors de la guerre ougando-tanzanienne, Okello est l'un des commandants de la coalition entre les Forces de défense du peuple tanzanien et l'Armée de libération nationale de l'Ouganda (UNLA), qui destitue Idi Amin Dada du pouvoir en 1979. Après quelques gouvernements militaires de courte durée, Obote reprend le pouvoir en 1980 et Okello est choisi pour être le commandant de l'Armée de libération nationale de l'Ouganda de 1980 à 1985.

### Coup d'État et présidence
Dans un contexte de tensions exacerbées entre les peuples Acholi et Lango, Tito Okello mène en juillet 1985, avec le lieutenant-général Bazilio Olara Okello, un coup d'État contre le président Obote. Les deux instigateurs, d'ethnie Acholi, n'acceptaient pas le rôle de plus en plus diminué qu'Obote, d'ethnie Lango, accordait aux personnes de leur peuple dans l'administration gouvernementale et militaire. Le 27 juillet 1985, Olara Okello, alors chef du conseil militaire de l'UNLA, devient par le fait même président de l'Ouganda lors de la prise du pouvoir. Celui-ci cède sa place en tant que chef du conseil militaire à Tito Okello deux jours plus tard, permettant à ce dernier d'accéder à la présidence du pays. 
Sa présidence débute en pleine guerre de brousse ougandaise où l'Armée de résistance nationale (NRA) de Yoweri Museveni, ancien allié d'Okello dans l'offensive contre Imin Dada, tente de déstabiliser le gouvernement de l'UNLF, mécontent du résultat des élections de 1980 ayant permis l'accession au pouvoir de MIlton Obote. La situation sociale et politique est de plus en plus chaotique : les forces armées sont divisées, l'économie décimée et la capitale contrôlée par différents groupes armés, dont certains n'hésitant pas à commettre des délits. Sachant son pouvoir fragile, Okello tente de former des coalitions avec d'autres groupes politiques et signe avec la NRA le traité de Nairobi (en) en décembre 1985 visant à établir un cessez-le-feu, à démilitariser la capitale Kampala et à intégrer la NRA au sein de la junte militaire. Les conditions n'étant jamais rencontrées, le traité est brisé quasi-immédiatement.  
La guerre continue et Okello de demeure au pouvoir que durant six mois avant d'être déposé à son tour par la NRA, le 26 janvier 1986. Il s'enfuit du pays et part vivre en exil au Soudan (aujourd'hui le Soudan du Sud).

### Après la politique
Tito Okello demeure en exil jusqu'en 1993, année où le président Yoweri Museveni lui accorde l'amnistie, et revient alors à Kampala. Atteint d'une maladie non dévoilée, il meurt trois ans plus tard, le 3 juin 1996 à l'âge de 82 ans. À cette occasion, Museveni décrit Okello comme « un grand homme dévoué au service de son pays et dont on se souviendra pour ses efforts pour ramener la paix en Ouganda ».    
En 2010, à titre posthume, il reçoit la médaille d'honneur nationale de Kagera pour avoir combattu Imin Dada dans les années 1970. 